# Ex aequo et bono
Pour les articles homonymes, voir Ex aequo.
 (mai 2019).
Si vous disposez d'ouvrages ou d'articles de référence ou si vous connaissez des sites web de qualité traitant du thème abordé ici, merci de compléter l'article en donnant les références utiles à sa vérifiabilité et en les liant à la section « Notes et références ».
Ex æquo et bono (latin pour « selon le droit et le bon » ou « de l'équité et de la conscience ») est une expression dérivée du latin utilisée comme terme technique. Dans le contexte de l'arbitrage, il se réfère au pouvoir des arbitres de se dispenser de l'examen de la loi et prenant en compte uniquement ce qu'ils considèrent être juste et équitable. Une décision ex æquo et bono se distingue d'une décision fondée sur l'équité et même les tribunaux dotés de pouvoirs ex æquo et bono prennent aussi en compte la loi. 
En droit international public, le recours au jugement ex æquo et bono est autorisé, en cas d'accord des parties, par le paragraphe 2 de l'article 38 du statut de la Cour internationale de justice. A ce jour, les parties n'ont jamais eu recours au jugement ex æquo et bono devant la Cour internationale de justice.
L'équité conduit finalement à accorder un très grand rôle au juge ou à l'arbitre international, qui dans cette hypothèse va avoir une possibilité de choix et une marge de manœuvre considérable. Le juge pourra en effet écarter au titre de l'équité une règle de droit positif quand il se rendra compte que son application pourrait à son avis être inéquitable.
Au titre du jugement « ex æquo et bono » le juge peut aussi combler une lacune du droit international public et donc énoncer par défaut les règles qu'il estime devoir être appliquées. Autrement dit, ce qui est interdit en droit interne est parfois admis en droit international (rarement) : le juge peut faire un arrêt de règlement. Il ne le peut pas en droit interne, il ne peut pas remplacer le pouvoir normatif.
Enfin le juge peut statuer en amiable compositeur, c'est-à-dire s'appuyer plus sur les faits que sur le droit positif afin d'atteindre un résultat équitable compte tenu de l'intérêt des parties en cause (les États).
Le consentement exprès des parties est nécessaire pour une telle mission. Les parties ont un différend, elles ne savent pas comment le régler et font confiance à l'arbitre ou au juge et lui demandent de trancher ex æquo et bono.